# Февруари
Февруари е името на втория месец от годината според
григорианския календар. Той е най-късият месец и има 28 дни през обикновена година и 29 дни през високосна година.

## Етимология и история
Името на месеца произлиза от латински (Februarius). Първоначалното значение е било очистителен (месец), тъй като в Римската империя по това време са се извършвали жертвоприношения за очистване от греховете.
Февруари е последният месец в римския календар. Той и януари са последните два месеца, добавени към календара, тъй като римляните смятали зимата за безмесечен период. Февруари е включен в римския календар през 153 пр.н.е.
В българските народни говори е разпространено названието Малък Сечко (в по-стар вариант: Малък Сечен), понеже февруари има само 28 дни, за разлика от Голям Сечко (януари), който винаги има 31 дни. Старото славянско название на месеца е . Прабългарите наричали този месец Тутом.

## Любопитно
- Знаците на зодиака през месец февруари са Водолей (20 януари – 19 февруари) и Риби (19 февруари – 20 март).
- Слънцето преминава през зодиакалните съзвездия: Козирог и Водолей.
- През обикновените години февруари започва в същия ден от седмицата като март и ноември.
- През високосна година февруари започва в същия ден от седмицата като август.
- Февруари е единственият месец с по-малко от 30 дни, но има три пъти, когато е използвана датата 30 февруари.